# György Nébald
György Nébald   (Budapest, 9 de març de 1956) és un tirador d'esgrima hongarès, ja retirat, especialista en sabre, que va competir entre les dècades de 1970 i 1990. És el germà de Rudolf Nébald i està casat amb Ildiko Mintsa-Nebald, ambdós tiradors d'esgrima.
El 1980 va prendre part en els Jocs Olímpics d'Estiu de Moscou, on va disputar dues proves del programa d'esgrima. Guanyà la medalla de bronze en la prova del sabre per equips, mentre en la del sabre individual fou tretzè. El 1988, en els Jocs de Seül, guanyà la medalla d'or en la prova del sabre per equips, mentre en la del sabre individual fou cinquè. El 1992, als Jocs de Barcelona, disputà els seus tercers, i darrers, Jocs Olímpics. Va guanyar la medalla de plata en la prova del sabre per equips, mentre en la prova individual finalitzà en posicions molt endarrerides.
En el seu palmarès també destaquen onze medalles al Campionat del Món d'esgrima, sis d'or, tres de plata i dues de bronze, entre les edicions de 1978 i 1991; així com dues medalles de plata a les Universíades de 1979 i una medalla d'or i una de bronze al Campionat d'Europa d'esgrima de 1991. A nivell nacional guanyà deu campionats hongaresos.
Del 2012 al 2021 va ser el president del Club de Campions Olímpics d'Hongria.